# Gévora (Badajoz)
Gévora (antiguamente conocido como Gévora del Caudillo, es una pedanía del municipio español de Badajoz, perteneciente a la provincia de Badajoz, Extremadura. 

## Geografía
Se encuentra a unos 5 km de la ciudad de Badajoz por la carretera N-523 y a unos 62 de Mérida (capital autonómica).

## Historia
Gévora comenzó su construcción como consecuencia del Plan Badajoz, según proyecto del arquitecto Carlos Arniches Moltó. Denominada inicialmente «Gévora del Caudillo», redujo su nombre el 14 de marzo de 2011 en el pleno municipal del Ayuntamiento de Badajoz.
Bañadas por el Guadiana y el río Gévora, todas sus tierras son de regadío, destacando el cultivo de tomate, maíz, arroz, pimiento y frutas tales como la ciruela, la pera, la nectarina y el melocotón.

## Demografía
En la actualidad Gévora cuenta con 2308 habitantes, de los cuales 1165 son varones y 1143 mujeres.
Evolución de la población de Gévora en la última década:
| 1589 | 1625 | 1672 | 1705 | 1738 | 1762 | 1911 | 2114 | 2204 | 2232 |

Como se ve en la tabla, la población está creciendo en los últimos años, gracias a la llegada de nuevos vecinos procedentes de Badajoz, que encuentran en las promociones de viviendas de la pedanía precios mucho más baratos que en el núcleo urbano. Gévora se está convirtiendo en una "ciudad dormitorio".

## Servicios
Gracias al aumento de población experimentado, Gévora cuenta ya con servicios como Guardería, Instituto de Educación Secundaria llamado IESO Colonos, Centro de Salud y Centro de Usos Múltiples.

## Patrimonio
La pedanía cuenta con una iglesia parroquial católica bajo la advocación de La Inmaculada Concepción, en la archidiócesis de Mérida-Badajoz.

## Deportes
El pueblo cuenta con un club de fútbol y baloncesto, cuyo nombre es Club Deportivo Gévora, viste camiseta verde, pantalón negro y medias verdes. Actualmente tiene 3 equipos, uno en 1ª División Autonómica (anteriormente: Regional Preferente), con cantera en fútbol base con equipos de la categoría Juvenil, Cadete, Infantil, Alevín, Benjamín, Prebenjamim, Zagalin y cuentan con un equipo Femenino.